# چوران ژنگ

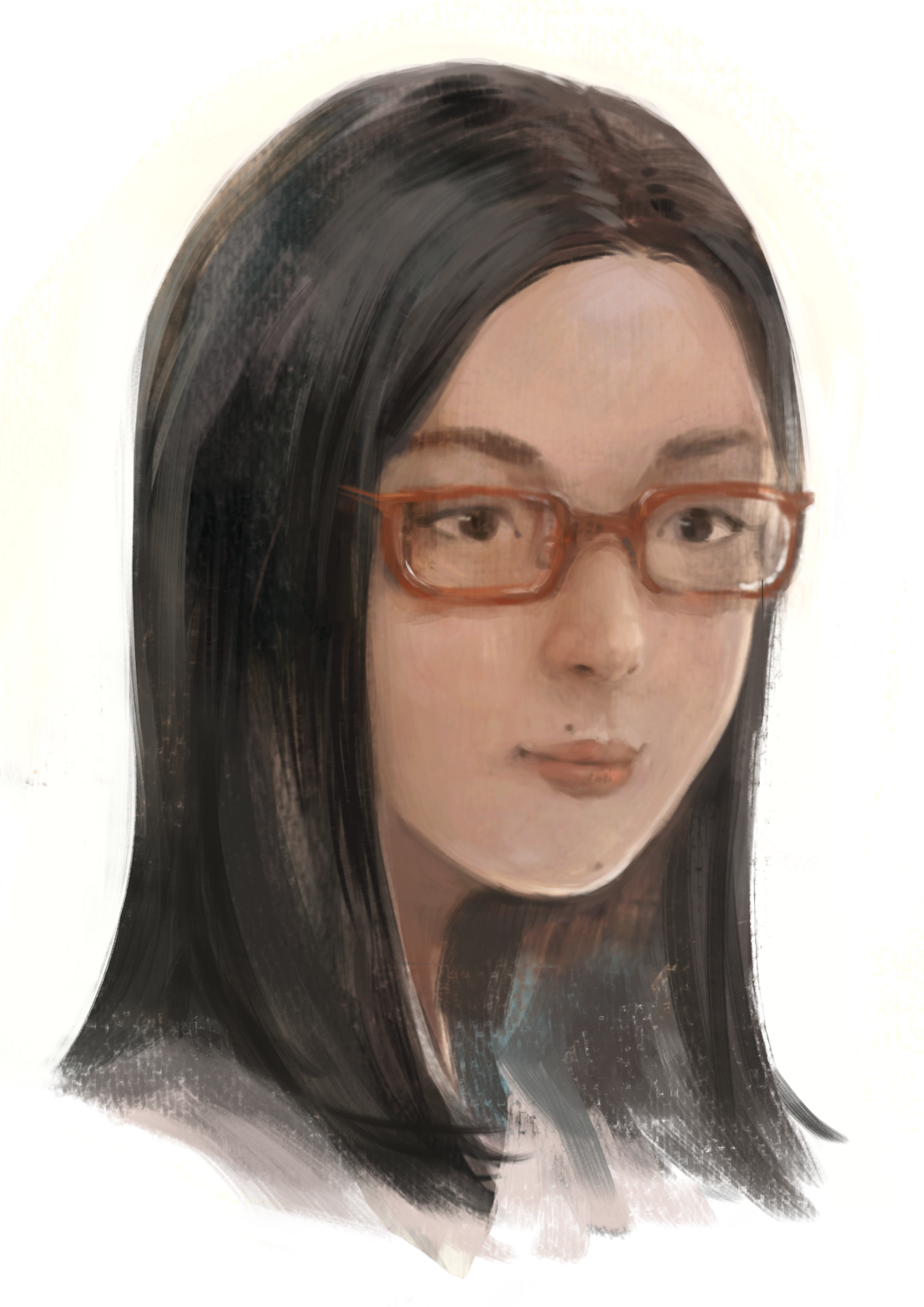
طرح‌نگارهٔ چوران ژنگ، فمنیست اهل چین - ۲۰۲۲

چوران ژنگ (زادهٔ حدود ۱۹۸۹) فعال حقوق زنان و فمنیست اهل چین است. مارس ۲۰۱۵ او همراه چهار فعال دیگر کمی قبل از بزرگداشتی که به مناسبت روز جهانی زن ترتیب داده شده بود بازداشت شد. در نوامبر ۲۰۱۶ یکی از ۱۰۰ زن بی‌بی‌سی در سال ۲۰۱۶ شد.

## اعتصاب
در ۲۰۱۵ وی به همراه ۴ فعال دیگر درست پیش از روز جهانی زن توسط دولت چین بازداشت شد، آن روز آنها برای برگزاری کمپینی علیه آزار و اذیت جنسی زنان در وسایل حمل و نقل عمومی برنامه‌ریزی کرده بودند. هر ۵ زن چند روز بعد آزاد شدند. آنها محکوم شده بودند، زنان را می‌توانستند «برای ایجاد اغتشاش» سه سال زندانی شوند.
بی‌بی‌سی نقش ژنگ را در برنامه‌ریزی‌ها و دفاع از حقوق زنان و دگرباشان برجسته کرد. براساس گزارشها او همچنین برای حقوق زنان جهت رهایی از قاعدگی مبارزه کرده است.
در دسامبر ۲۰۱۶ او نامه سرگشاده‌ای به دونالد ترامپ نوشته و از او خواست در آینده از رفتارهای تبعیض‌آمیز جنسی خودداری کند.